# سام باس
سام باس (بالإنجليزية: Sam Bass)‏ (21 يوليو 1851 - 21 يوليو 1878) هو لص قطارات وخارج عن القانون من الغرب الأمريكي القديم في القرن التاسع عشر. كان جزءًا من عصابة سرقت قطارًا يحمل 60 ألف دولار. شكل عصابته الخاصة به، ولكنه لم يحقق نجاحا مماثلا. توفي بعد إصابته بجروح في معركة بالأسلحة النارية مع جوالي تكساس.

## بدايات حياته
ولد صامويل باس في ميتشل، إنديانا في 21 يوليو 1851.

## حياة الجريمة
حاول باس أن يكسب رزقه في عدد من المشاريع العادية التي لم تنجح، فتحول بعدها إلى الجريمة. انضم إلى عصابة سرقت قطارا يحمل الذهب ويتبع شركة يونيون باسيفيك للسكك الحديدية انطلق من سان فرانسيسكو في 18 سبتمبر 1877. واعترضت العصابة القطار في بيغ سبرينغز بولاية نبراسكا. سرقت السرقة العصابة 60,000 دولار في العملية. شكّل باس عصابته الخاصة بعد فترة وجيزة في تكساس، التي نظمت سلسلة من عمليات السطو. في عام 1878، سرقت العصابة عربتين وأربعة قطارات على محيط 25 ميلاً من دالاس. أصبحوا هدفا لمطاردة عملاء وكالة بينكرتون للمخبرين وفرقة من جوالي تكساس بقيادة الكابتن جونيوس بيك. وقعت إحدى عمليات السطو في ألين، تكساس خارج دالاس.

## الفخ

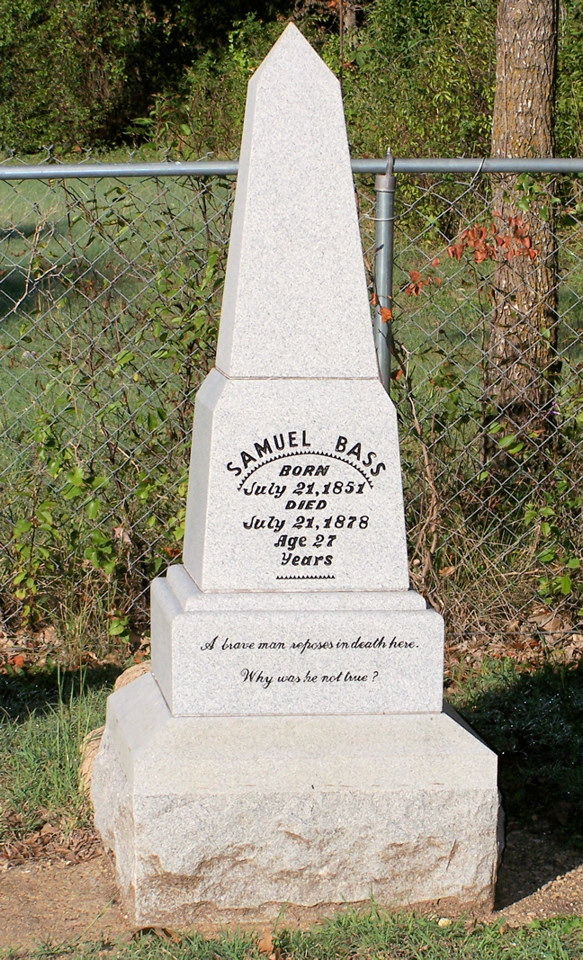
شاهد يشير إلى قبر سام باس في مقبرة راوند روك في راوند روك، تكساس

تمكن باس من الإفلات من جوالي تكساس إلى أن تحول أحد أعضاء عصابته، ويدعى جيم ميرفي، إلى مخبر. وكان والد السيد ميرفي مريضاً جداً وقتها، وتم احتجازه للاستجواب. ولم يُسمح له بزيارة طبيب وحُرم من تلقي العلاج الطبي، ما جعل حالته تتدهور بسرعة. أرسل رجال القانون رسالة إلى ميرفي يبلغونه فيها أن والده رهن الاحتجاز عندهم، وأنه إذا لم يوافق ميرفي على مقابلتهم، فسيستمرون بمنع العلاج الطبي عن الأب. وافق ميرفي على الاجتماع، كما وافق على مضض أن يصبح مخبرا. تم إخطار المأمور جون بي جونز بحركات باس وأقام كمينًا في راوند روك، تكساس حيث خطط باس وعصابته لسرقة بنك مقاطعة ويليامسون.

## تبادل إطلاق النار والموت
في 19 يوليو 1878، كان باس وعصابته يستكشفون المنطقة قبل السرقة. اشتروا بعض التبغ في متجر، ولاحظهم نائب مأمور مقاطعة ويليامسون، ويدعى أ. و. غرايمز. اقترب غرايمز من الرجال ليطلب تسليمهم أسلحتهم، ولكن تم إطلاق النار عليه وقتله. حاول باس الهرب، ولكن أطلق عليه النار من قبل جوال تكساس جورج هيرولد والرقيب ريتشارد وير. شهد النصاب سوبي سميث (الذي كان يعيش في راوند روك وقتها) وابن عمه، إدوين، إطلاق وير للرصاصة. صاح سوبي: «أعتقد أنك نلت منه!» 
عُثر على باس لاحقا وهو يرقد في مرعى غرب راوند روك من قبل جيمس ميلتون تاكر نائب مأمور مقاطعة ويليامسون الجديد. تم احتجازه وتوفي في اليوم التالي في 21 يوليو 1878، في عيد ميلاده السابع والعشرين. دفن باس في راوند روك فيما يعرف الآن باسم مقبرة راوند روك. تم وضع شاهد بديل على قبره الآن – حيث عانى الشاهد الأصلي على أيدي جامعي التذكارات على مر السنين. وما تبقى من الحجر الأصلي معروض في مكتبة راوند روك العامة.

## الإرث
هناك طريق سام باس في راوند روك، تكساس.
خلال احتفال «يوم الحدود» في راوند روك من كل عام، يقوم الفنانون بإعادة تمثيل حادثة إطلاق النار في وسط المدينة القديم.

## التصوير الدرامي
تم تصوير باس في العديد من الكتب والبرامج الإذاعية والتلفزيونية والأفلام.
- تم تصوير أيام باس الأخيرة في حلقة من الدراما الإذاعية، أيام وادي الموت Death Valley Days، عام 1936.[4]
- تم تصوير حلقة من مسلسل الحارس الوحيد عن سام باس في 24 أبريل 1944 وتصرف الكاتب بحرية على الحقائق.[5]
- في عام 1949، لعب هوارد داف دور باس في فيلم «كالاميتي جين وسام باس» من إنتاج يونيفرسال.
- في عام 1957، لعب جون أندرسون دور باس في حلقة "End of an Outlaw" من المسلسل التلفزيوني الغربي Trackdown على سي بي إس.[6]
- في عام 1959، لعب آلان هيل جونيور دور باس في حلقة "The Saga of Sam Bass" على مسلسل تلفزيوني Colt .45 على أيه بي سي ووارنر.[7]